# Jazzmatazz, Vol. 3: Streetsoul
Guru's Jazzmatazz, Vol. 3: Streetsoul è il terzo album solista di Guru dei Gang Starr.

## Tracce
1. Intro – 1:05 (Keith Elam)
2. Keep Your Worries (featuring Angie Stone) – 4:58 (Angie Stone, George Spivey, Elam) – DJ Scratch
3. Hustlin' Daze (featuring Donell Jones) – 4:46 (B. Mayfield, C. Martin, C. Dewar, C. Woods, D. Coward, D. Jones, J. Cummings, J. Atkins, J. Hill, Keith Elam, M. Dewar, R. Diggs, T. Birkett) – DJ Premier
4. All I Said (featuring Macy Gray) – 4:07 (C. Hugo, Elam, N. Hinds, Pharrell Williams) – The Neptunes
5. Certified (featuring Bilal) – 4:40 (B. Green, Bilal, J. Yancey, Keith Elam, Lynsey De Paul) – Jay Dee
6. Plenty (featuring Erykah Badu) – 4:38 (Erykah Badu, Keith Elam) – Erykah Badu
7. Lift Your Fist (featuring The Roots) – 3:48 (A. Thompson, J. Poyser, Keith Elam, T. Trotter) – ?uestlove
8. Guidance (featuring Amel Larrieux) – 4:06 (A. Larrieux, Keith Elam, L. Larrieux, M. White) – Guru
9. Interlude (Brooklyn Skit) – 0:51 (Keith Elam)
10. Supa Love (featuring Kelis) – 3:52 (C. Hugo, Keith Elam, Pharrell Williams) – The Neptunes
11. No More (featuring Craig David) – 4:03 (Craig David, Keith Elam) – Guru
12. Where's My Ladies? (featuring Big Shug) – 4:07 (C. Guy, C. Martin, Keith Elam) – DJ Premier
13. Night Vision (featuring Isaac Hayes) – 3:33 (Isaac Hayes, Keith Elam, V. Flowers) – Guru
14. Who's There? (featuring Les Nubians) – 4:05 (C. Faussart, H. Faussart, Keith Elam) – Guru
15. Mashin' up da World (featuring Prodigal Sunn & Junior Reid) – 5:20 (A. Aguilar, D. Reid, Keith Elam, V. Ruff) – Guru
16. Timeless (featuring Herbie Hancock) – 4:14 (Herbie Hancock, Keith Elam) – Guru